# 16-я десантно-штурмовая бригада
16-я десантно-штурмовая бригада (англ. 16th Air Assault Brigade Combat Team) — тактическое соединение Британской армии.
Бригада была создана 1 сентября 1999 года путём слияния компонентов расформированных 5-й воздушно-десантной (5th Airborne Brigade) и 24-й аэромобильной (24th Airmobile Brigade) бригад.
Штаб и подразделения бригады расквартированы в городе Колчестер, графство Эссекс.

## Подразделения бригады
- Штаб бригады (Brigade Headquarters)
- Взвод следопытов (Pathfinder Platoon)

### Пехотные подразделения
- 1-й батальон Ирландской гвардии (1st Battalion, Irish Guards)
- 2-й батальон Королевского полка Шотландии (2nd Battalion, The Royal Regiment of Scotland)
- 5-й батальон Королевского полка Шотландии (5th Battalion, The Royal Regiment of Scotland)
- 1-й батальон Королевского ирландского полка (1st Battalion, the Royal Irish Regiment)
- 2-й батальон Парашютного полка (2nd Battalion, the Parachute Regiment)
- 3-й батальон Парашютного полка (3rd Battalion, the Parachute Regiment)

### Кавалерийские подразделения
- Полк дворцовой кавалерии (Household Cavalry Regiment)

### Артиллерийские подразделения
Регулярной армии
- 5-й полк Королевской артиллерии (5th Regiment, Royal Artillery)
- 7-й парашютный полк Королевской конной артиллерии (7th Parachute Regiment, Royal Horse Artillery)
- 16-й полк Королевской артиллерии (16th Regiment, Royal Artillery)
- 32-й полк Королевской артиллерии (32th Regiment, Royal Artillery)
- 39-й полк Королевской артиллерии (39th Regiment, Royal Artillery)
- 47-й полк Королевской артиллерии (47th Regiment, Royal Artillery)

Территориальной армии
- Почётная артиллерийская рота (The Honourable Artillery Company)

### Инженерные подразделения
- 23-й десантно-штурмовой инженерный полк Королевских инженеров (23rd Air Assault Engineer Regiment, Royal Engineers)[2]

### Подразделения связи
- 215-й отряд управления и связи 1-й механизированной бригады (215th Headquarters and Signal Squadron, 1 Mechanized Brigade)
- 216-й парашютный отряд управления и связи Королевского корпуса связи (216th Parachute Headquarters and Signal Squadron, Royal Signals)

### Подразделения тылового обеспечения
- 102-я бригада тылового обеспечения (102nd Logistic Brigade)
- 104-я бригада тылового обеспечения и поддержки (104nd Logistic Support Brigade)
- 9-й полк Королевского корпуса тылового обеспечения (9th Regiment Royal Logistic Corps)
- 11-й полк обезвреживания взрывоопасных предметов Королевского корпуса тылового обеспечения (11th Explosive Ordnance Disposal Regiment, Royal Logistic Corps)
- 13-й десантно-штурмовой полк поддержки Королевского корпуса тылового обеспечения (13th Air Assault Support Regiment, Royal Logistic Corps)[3]
- 7-й десантно-штурмовой батальон Королевских инженеров-электриков и механиков (7th Air Assault Battalion, Royal Electrical and Mechanical Engineers)

### Медицинские подразделения
- 16-й медицинский полк Королевского армейского медицинского корпуса (16th Medical Regiment, Royal Army Medical Corps)
- 1-й полк военных рабочих собак Королевского армейского ветеринарного корпуса (1st Miliatary Working Dog Regiment, Royal Army Veterinary Corps)

### Подразделения военной полиции
- 156-я рота военной полиции, Королевской военной полиции (156th Provost Company, Royal Military Police)
- 158-я рота военной полиции, Королевской военной полиции (158th Provost Company, Royal Military Police)

### Подразделения армейской авиации
- 3-й полк Корпуса армейской авиации (3rd Regiment, Army Air Corps)
- 4-й полк Корпуса армейской авиации (4th Regiment, Army Air Corps)

## Резервные подразделения

### Пехотные подразделения
- Лондонский полк (The London Regiment)
- 2-й батальон Королевского ирландского полка (2nd Battalion, the Royal Irish Regiment)
- 4-й батальон Парашютного полка (4th Battalion, the Parachute Regiment)
- 7-й батальон Королевского полка Шотландии (7th Battalion, the Royal Regiment of Scotland)

### Артиллерийские подразделения
- 100-й полк Королевской артиллерии (100th Regiment Royal Artillery)
- 101-й полк Королевской артиллерии (101th Regiment Royal Artillery)
- 102-й полк Королевской артиллерии (102th Regiment Royal Artillery)
- 103-й полк Королевской артиллерии (103th Regiment Royal Artillery)
- 104-й полк Королевской артиллерии (104th Regiment Royal Artillery)
- 105-й полк Королевской артиллерии (105th Regiment Royal Artillery)
- 106-й полк Королевской артиллерии (106th Regiment Royal Artillery)

### Инженерные подразделения
- 101-й инженерный полк Королевских инженеров (101st Engineer Regiment, Royal Engineers)[4]

### Подразделения материально-технического обеспечения
- Уэльский транспортный полк Королевского корпуса тылового обеспечения (The Welsh Transport Regiment, RLC)
- 166-й полк материального обеспечения Королевского корпуса тылового обеспечения (166 Supply Regiment, RLC)
- 168-й сапёрный полк Королевского корпуса тылового обеспечения (168th Pioneer Regiment, Royal Logistic Corps)[5]
- 101-й батальон поддержки Королевских инженеров-электриков и механиков (101 Force Support Battalion, REME)[6]
- 103-й батальон Королевских инженеров-электриков и механиков (103 Battalion, REME)

### Подразделения военной полиции
- Military Provost Staff

## Современная структура
16-я десантно-штурмовая бригада (16th Air Assault Brigade), Колчестер, графство Эссекс:
- 216-й парашютный батальон связи (216th Parachute Signal Squadron), Колчестер, графство Эссекс
- Взвод следопытов (The Pathfinder Platoon)
- 2-й батальон Парашютного полка (2nd Battalion, Parachute Regiment), Колчестер, графство Эссекс
- 3-й батальон Парашютного полка (3rd Battalion, Parachute Regiment), Колчестер, графство Эссекс
- 4-й батальон Парашютного полка (4th Battalion, Parachute Regiment), Пудси, графство Уэст-Йоркшир (Армейский резерв)
- 2-й батальон Королевских гуркхских стрелков (2nd Battalion, Royal Gurkha Rifles), Фолкстон, графство Кент
- 7-й парашютный полк Королевской конной артиллерии (7 Parachute Regiment Royal Horse Artillery), Колчестер, графство Эссекс
- 53-я батарея артиллерийской разведки (53 (Louisburg) Battery, 5th Regiment Royal Artillery)
- 12-я зенитная ракетная батарея (12 (Minden) Air Assault Battery, 12 Regiment RA) (Starstreak HVM)
- 21-я батарея беспилотников (21 (Gibraltar 1779 — 83) Air Assault Bty, RA) (Desert Hawk III)
- 613-й и 616-й взводы разведки ПВО (613 and 616 Tactical Air Control Parties (TACP), RAF Regiment), в каждом отделения по 4 связиста и 4 наблюдателя
- 23-й парашютный инженерный полк (23rd Parachute Engineer Regiment), Вудбридж, графство Суффолк
- 7-й десантно-штурмовой батальон Королевских инженеров-электриков и механиков (7th Air Assault Battalion Royal Electrical and Mechanical Engineers), Уоттишем, графство Суффолк
- 13-й десантно-штурмовой полк тылового обеспечения Королевского логистического корпуса (13th Air Assault Support Regiment, Royal Logistic Corps), Колчестер, графство Эссекс
- 16-й медицинский полк Королевского армейского медицинского корпуса (16 Close Support Medical Regiment, Royal Army Medical Corps), Колчестер, графство Эссекс (включая 144-й парашютно-десантный медицинский батальон Армейского резерва (144th Parachute Medical Squadron))
- 14-й полк радиоэлектронной борьбы (14 Signal Regiment (EW) Regiment)
- 156-я рота военной полиции (156 Provost Company, Royal Military Police)

Примечание: 1-й батальон Парашютного полка функционирует в рамках группы поддержки сил специального назначения.

## Оснащение
В бригаде используемое оборудование состоит из 105-мм гаубицы L118, автомобилей Jackal, WMIK Land Rover, Pinzgauer 4x4, транспортного вездехода-амфибии Supacat ATMP, ПЗРК Starstreak HVM, минидронов Desert Hawk III.